# Cicatrizzazione iperplastica
Per  cicatrizzazione iperplastica in campo medico, si intende una particolare forma di cicatrizzazione.

## Eziologia
In seguito ad una ferita, se essa non viene trattata con cura, si può manifestare tale forma di cicatrice, provocata da un'abnorme formazione di nuovo tessuto che sostituisce quello danneggiato. Inoltre l'incidenza viene aumentata se la persona è predisposta a tale patologia.

## Morfologia
Dall'avvenuto evento che ha comportato la ferita, solitamente passano circa due settimane prima che compaia la cicatrizzazione. Si mostra come un composto eritematoso con forma tipica di cordone.

## Sintomatologia
La cicatrice provoca dolore, questo è dovuto al proliferare delle fibre che premendo sulle terminazioni nervose provocano segnali dolorifici.

## Terapia
La guarigione, almeno parziale, avviene per regressione spontanea, che può essere accelerata con l'uso di corticosteroidi. In seguito a diversi mesi (almeno 6) dalla nascita della cicatrice diventa possibile l'intervento chirurgico, se sia rimasto un segno troppo evidente o fastidioso. L'operazione avviene tramite escissione del cordone, complicanze possono essere corrette durante l'intervento.